# Język matumbi
Język matumbi – język z rodziny bantu, używany w Tanzanii. W 1972 roku liczba mówiących wynosiła ok. 42 tys.